# 趙昉
赵昉（1037年6月24日），宋朝第四代皇帝宋仁宗赵祯的长子，母亲延安郡君俞氏。
赵昉景祐四年（1037年）五月初九日生，出生即逝。庆历元年（1041年）五月乙丑，追封皇长子为褒王，赐名赵昉，贈太傅，諡曰懷靖。嘉祐四年（1059年）十二月，加贈太師、中書令、兼尚書令，封魏王。宋英宗即位，追封周王。宋徽宗元符三年（1100年）三月，改追宗室，追封杨王。